# Czarnotki (gromada)
Czarnotki – dawna gromada, czyli najmniejsza jednostka podziału terytorialnego Polskiej Rzeczypospolitej Ludowej w latach 1954–1972.
Gromady, z gromadzkimi radami narodowymi (GRN) jako organami władzy najniższego stopnia na wsi, funkcjonowały od reformy reorganizującej administrację wiejską przeprowadzonej jesienią 1954 do momentu ich zniesienia z dniem 1 stycznia 1973, tym samym wypierając organizację gminną w latach 1954–1972.
Gromadę Czarnotki z siedzibą GRN w Czarnotkach utworzono – jako jedną z 8759 gromad na obszarze Polski – w powiecie średzkim w woj. poznańskim, na mocy uchwały nr 37/54 WRN w Poznaniu z dnia 5 października 1954. W skład jednostki weszły obszary dotychczasowych gromad Czarnotki, Młodzikowice, Młodzikówko, Pigłowice i Wyszakowo, ponadto miejscowość Mądre z dotychczasowej gromady Mądre i miejscowość Brzostek (art. matr. 5 i 7 o łącznym obszarze 160,29 ha) z dotychczasowej gromady Śnieciska ze zniesionej gminy Zaniemyśl w powiecie średzkim, wreszcie 42 parcele z dotychczasowej gromady Gogolewo ze zniesionej gminy Książ w powiecie śremskim w tymże województwie. Dla gromady ustalono 10 członków gromadzkiej rady narodowej.
Gromadę zniesiono 1 stycznia 1960, a jej obszar włączono do gromady Zaniemyśl w tymże powiecie.